# Волхонка (газета)
«Волхонка» — еженедельная общественно-политическая газета Ногинска Московской области до 2019 года, с 2020 года — газета Союза «Ногинская торгово-промышленная палата»
Газета в период с 1990 по 2019 год выходила два раза в неделю: во вторник и четверг.
В газете публиковались городские и районные новости, информационные статьи, рекламные материалы, криминальная хроника, объявления, ТВ-программа на неделю.

## История
Газета издается с 1 января 1990 года.
Учредитель газеты — администрация Ногинского муниципального района.
Редакция «Волхонки» находилась по адресу Ногинск, улица 3-го Интернационала, дом 65,
Главный редактор издания - Нагота Наталья Николаевна.
Газета сотрудничала с местным Центром Занятости Населения, освещала в своих номерах его основную деятельность и мероприятия, а также с Союзом художников, благодаря которому в холле редакции регулярно проводились выставки живописи местных художников и различные инсталляции.
С 2007 года для жителей города Ногинск «Волхонка» стала доступна и в электронном виде по адресу www.volhonka-press.ru.
В 2008—2009 годах на страницах «Волхонки» печатался роман «Дама-невидимка» Александра Харитонова.
Тираж газеты составлял 5000 экземпляров.
В 2019 году «Волхонка» ликвидирована.
В 2020 издание возобновили, главным редактором назначена М. Э. Ефремова.
Учредитель с 2021 года — М. А. Сакалов. Адрес редакции в 2021 году становится г. Ногинск, Аптечный пер., д. 2-а, 3-й этаж.
Издателем становится Союз «Ногинская торгово-промышленная палата».

## Настоящее время
Тираж составляет 3000 экз.
Объём: 8 полос формата А3.
Электронная версия газеты представлены на сайтах: www.noginsk и tpprf.ru; www.sntpp.ru
Распространяется бесплатно.
Газета печатается в ОАО «Владимирская офсетная типография» (г. Владимир, ул. Благонравова, д. 3) офсетной печатью.

## Награды
- Работа журналистов и редакции газеты отмечалась на многих конкурсах, так в 2002 году она стали лауреатом Всероссийского фестиваля СМИ в номинации «Районная газета», в 2005 году было занято первое место на конкурсе «Предпринимательство Подмосковья» и т. п.
- В 2021 году в газета в номинации «Лучшее региональное СМИ» получило Диплом II степени в 27-м Всероссийском конкурсе журналистов «Экономическое возрождение России»[4]